# Resolució 1336 del Consell de Seguretat de les Nacions Unides
La Resolució 1336 del Consell de Seguretat de les Nacions Unides, adoptada per unanimitat el 23 de gener de 2001 després de reafirmar la resolució 864 (1993) i totes les resolucions posteriors sobre Angola, en especial la 1127 (1997), 1173 (1998), 1237 (1999) i 1295 (2000) el Consell va ampliar el mecanisme de vigilància de les sancions contra UNITA durant tres mesos més.
El Consell de Seguretat va expressar la seva preocupació pels efectes de la guerra civil sobre la situació humanitària, determinant que la situació continuava sent una amenaça per a la pau i la seguretat internacionals. Actuant amb el Capítol VII de la Carta de les Nacions Unides, el Consell va ampliar el mecanisme de seguiment descrit a la Resolució 1295 per un període de tres mesos i li va demanar que informés periòdicament al Comitè establert a la Resolució 864 amb un informe final abans del 19 d'abril 2001.
Es va demanar al Secretari General Kofi Annan que tornés a nomenar fins a cinc experts per servir al mecanisme de control i fer acords financers a aquest efecte. Finalment, tots els països van ser convidats a cooperar amb el mecanisme durant el curs del seu mandat.